# Karmøy
Karmøy es un municipio de la provincia de Rogaland en Vestlandet, Noruega. Se encuentra al suroeste de la ciudad de Haugesund. Karmøy fue creado como un nuevo municipio el 1 de enero de 1965 después de la fusión de Kopervik, Skudeneshavn, Skudenes, Stangaland, Torvastad, Åkra y la mayor parte de Avaldsnes. Tiene una población de 42 062 habitantes según el censo de 2015 y su centro administrativo es Kopervik.
Hay varios hallazgos de la Edad de Piedra, la Edad del Bronce y la Edad del Hierro. Karmøy es el lugar del montículo de enterramiento de Gravhaug.
Karmøy fue conocido por la navegación en los tiempos antiguos. El poema édico Grímnismál dice que Thor, el dios del tiempo, vadea los estrechos en Karmsund todas las mañanas de camino a Yggdrasil, el árbol de la vida. El océano fuera de Karmøy es peligroso, lleno de corrientes submarinas y rocas. Así los barcos se veían forzados a entrar en el estrecho Karmsund. Los jefecillos y los reyes controlaban los barcos que pasaban por la costa y exigían impuestos.
El estrecho de Karmsund también fue la fuente del nombre del reino, en una época en que el primer rey de la Noruega unificada, Harald Cabellera Hermosa, vivía en Karmøy. 